# Tiro alla fune ai Giochi della VII Olimpiade
Ai Giochi della VII Olimpiade si disputò un torneo di tiro alla fune. Vi parteciparono cinque squadre che rappresentavano Gran Bretagna, Paesi Bassi, Belgio, Stati Uniti d'America ed Italia. La competizione si è svolta al Beerschot Stadium di Anversa dal 17 agosto al 20 agosto 1920.

## Partecipanti
| Squadre partecipanti                                                                                            | | | | |
| Gran Bretagna                                                                                                   | Paesi Bassi | Belgio | Stati Uniti | Italia |
| George Canning Frederick Humphreys Fred Holmes Edwin Mills John Sewell James Shepherd Harry Stiff Ernest Thorne | Wilhelmus Bekkers Johannes Hengeveld Sijtse Jansma Henk Janssen Antonius van Loon Willem van Loon Marinus van Rekum Willem van Rekum | Édouard Bourguignon Alphonse Ducatillon Rémy Maertens Christian Piek Henri Pintens Charles Van den Broeck François Van Hoorenbeek Gustave Wuyts | Carlton Brosius Stephen Fields Sylvester Granrose Floyd Kelsey Joseph Kszyczewski William Penn Joseph Rond Joseph Winston | Adriano Arnoldo Silvio Calzolari Romolo Carpi Giovanni Forni Rodolfo Rambozzi Carlo Schiappapietra Giuseppe Tonani Amedeo Zotti |

## Risultati delle gare

### Primo turno
| Data             | Squadra1      | Squadra2    | Punteggio |
| (17 agosto 1920) | Gran Bretagna | Stati Uniti | 2 - 0     |

### Secondo turno
| Data             | Squadra1      | Squadra2 | Punteggio |
| (18 agosto 1920) | Gran Bretagna | Belgio   | 2 - 0     |
| (18 agosto 1920) | Paesi Bassi   | Italia   | 2 - 0     |

### Finale
| Data             | Squadra1      | Squadra2    | Punteggio |
| (19 agosto 1920) | Gran Bretagna | Paesi Bassi | 2 - 0     |

### Girone medaglia d'argento
| Data             | Squadra1    | Squadra2    | Punteggio |
| (20 agosto 1920) | Belgio      | Stati Uniti | 2 - 0     |
| (20 agosto 1920) | Paesi Bassi | Belgio      | 2 - 0     |

### Girone medaglia di bronzo
| Data             | Squadra1 | Squadra2    | Punteggio   |
| (20 agosto 1920) | Belgio   | Stati Uniti | Sconosciuto |
| (20 agosto 1920) | Belgio   | Italia      | Sconosciuto |

## Classifica finale
| Posizione | Squadra       | Paese         |
| --------- | ------------- | ------------- |
| 1         | Gran Bretagna | Gran Bretagna |
| 2         | Paesi Bassi   | Paesi Bassi   |
| 3         | Belgio        | Belgio        |
| 4         | Stati Uniti   | Stati Uniti   |
| 5         | Italia        | Italia        |